# María Luisa Aguilar

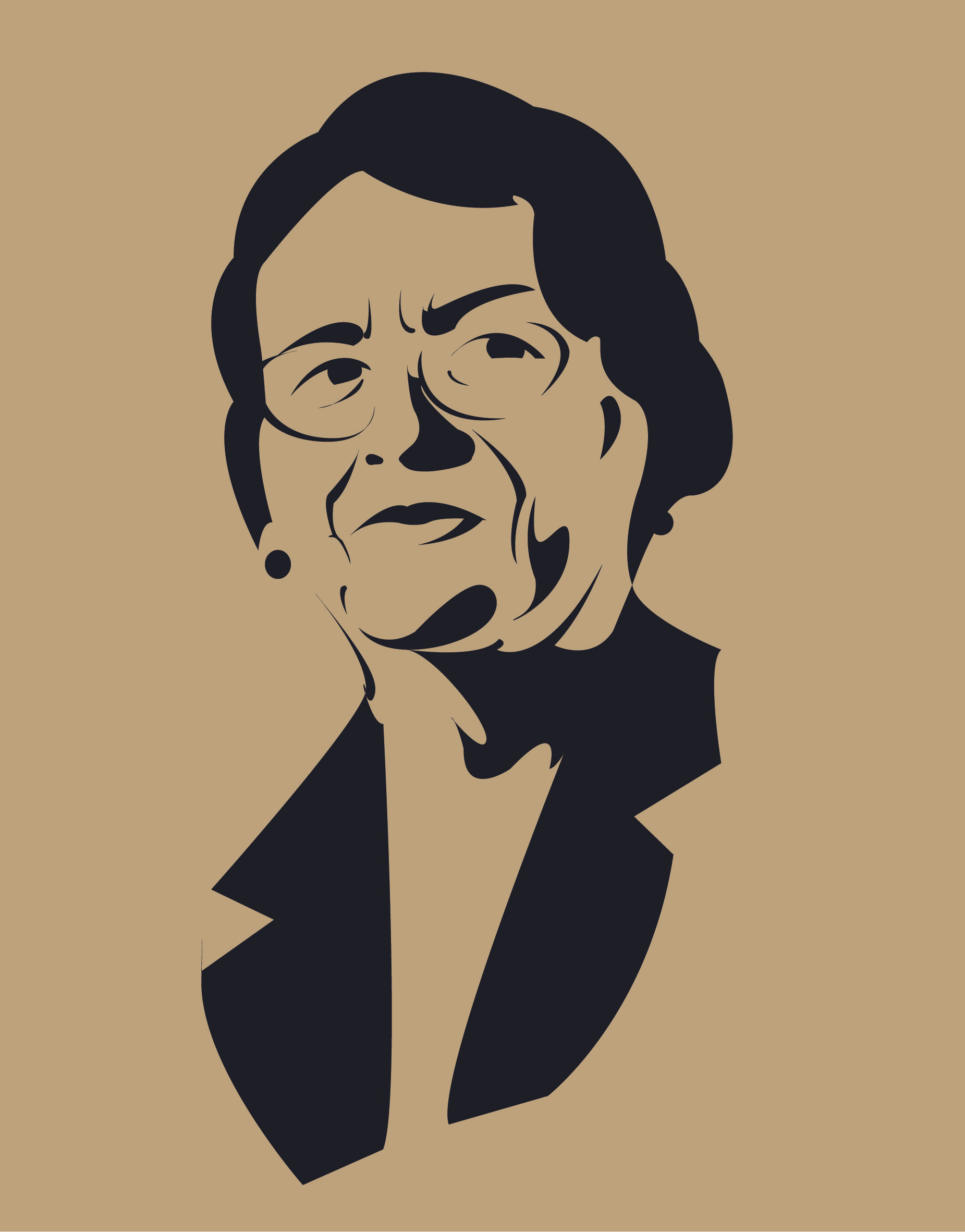
Porträt der peruanischen Wissenschaftlerin María Luisa Aguilar

María Luisa Aguilar (* 20. Juni 1938 in Jauja, Peru; † 29. Oktober 2015 in Lima, Peru) war eine peruanische Astronomin und Hochschullehrerin. Sie war die erste professionelle Astronomin in Peru.

## Leben und Werk
Aguilar besuchte in Lima die Frauenschule Elvira García y García. Nach ihrem Abschluss studierte sie Mathematik an der Universidad Nacional Mayor de San Marcos in Lima. Sie verließ Peru nach ihrem ersten Studienjahr, da in Peru kein Abschluss in Astronomie angeboten wurde. Aguilar reiste nach Argentinien, um an der Universidad Nacional de La Plata Astronomie zu studieren.
Sie kehrte 1969 als erste professionelle Astronomin nach Peru zurück und spezialisierte sich auf Astrospektroskopie, Sternatmosphären und veränderliche Sterne. Für junge Wissenschaftler und speziell für Frauen gab es derzeit nur wenige Möglichkeiten Teilzeitverträge in verschiedenen akademischen und Forschungseinrichtungen zu erhalten. Ein Jahr später war die Universidad Nacional Mayor de San Marcos die einzige Institution, die ihr eine unbefristete Anstellung in der akademischen Abteilung für Physikalische Wissenschaften anbot, wo sie anschließend 45 Jahre lang arbeitete. In dieser Position begann sie eine intensive Öffentlichkeitsarbeit innerhalb der Universität. Sie gründete die bis heute existierende Vortragsreihe Astronomical Fridays und das Permanente Seminar für Astronomie und Weltraumwissenschaften (SPACE).
Nach der Gründung dieser Gruppe trat sie 1974 als erste Astronomin aus Peru der Internationalen Astronomischen Union (UAI) bei.
1981 wurde sie Gründungsdirektorin des Seminars für Astronomie und Astrophysik an der Universidad Nacional Mayor de San Marcos. Bald darauf erreichte sie eine Vereinbarung zwischen der Universidad Nacional Mayor de San Marcos und der Internationalen Astronomischen Union (IAU). Dies ermöglichte es der IAU erstmals, Gastdozenten nach Peru zu entsenden.
Aguilar moderierte die Sendungen Kultur, Wissenschaft und Technologie bei Radio Cielo und Wissenschaft und Kultur bei Juan 19 TV.
2015 starb Maria Luisa Aguilar im Alter von 77 Jahren an den Folgen einer Krebserkrankung.
Aguilar war die Förderin des San Marcos Education and Tourism Astronomical Observatory Project im Distrikt Maranganí, das 2016 nach ihrem Tod eingeweiht wurde.

## Ehrungen
- 1998: Ehrenprofessur der Universidad Nacional Mayor de San Marcos
- 2010: Ehrenmedaille José Antonio Encina, La Derrama Magisterial[3]
- 20. Juni 2023: Google Doodle zum 85. Geburtstag von Maria Luisa Aguilar[4][5]

## Mitgliedschaften
- Association of Variable Star Observing Astronomers (AAVSO) mit Sitz in Massachusetts
- Mitglied der Abteilung C Bildung, Öffentlichkeitsarbeit und Kulturerbe bei der IAU
- Mitglied der Kommission C1 Astronomie, Bildung und Entwicklung bei der IAU
- Mitglied der Kommission 46 Astronomy Education & Development bei der IAU
- Mitglied der Kommission C1 WG Network for Astronomy School Education (NASE) bei der IAU
- bis 2012: Mitglied der Abteilung XII für gewerkschaftsweite Aktivitäten bei der IAU